# Shinzō Ōya
Shinzō Ōya  (jap. 大屋 晋三 Ōya Shinzō;  ur. 5 lipca 1894 w Meiwa, w prefekturze Gunma, zm. 9 marca 1980) – japoński polityk, członek Partii Liberalno-Demokratycznej oraz przedsiębiorca.
Był ministrem: handlu i przemysłu (od 19 października 1948 do 16 lutego 1949) i finansów (od 14 grudnia 1948 do 16 lutego 1949) w I rządzie premiera Shigeru Yoshidy oraz transportu (od 16 lutego 1949 do 28 czerwca 1950) w II rządzie Yoshidy.
Był żonaty z japońską piosenkarką i pisarką Masako Ōya, z którą miał córkę Toshiko. Zmarł w wieku 85 lat.